# 2020년 하계 올림픽 다이빙 남자 3m 스프링보드
2020년 하계 올림픽의 다이빙 남자 3m 스프링보드 종목은 8월 2일부터 8월 3일까지 일본의 도쿄 도쿄 아쿠아틱스 센터에서 열렸다.

## 경기장
2020년 하계 올림픽 다이빙 남자 3m 스프링보드 경기는 개최 도시인 도쿄에 있는 도쿄 아쿠아틱스 센터에서 경기가 열렸다.
| 도시 | 경기장               | 비고    |
| ---- | -------------------- | ------- |
| 도쿄 | 도쿄 아쿠아틱스 센터 | 전 경기 |

## 경기 방식
경기는 예선, 준결승, 결승 총 3번 진행하였다.
- 예선: 모든 선수들이 총 6번에 다이빙을 하며 이중 18명까지 준결승에 진출한다.
- 준결승: 예선의 통과한 선수들은 총 6번에 다이빙을 하며 이중 12명까지 준결승에 진출한다.
- 결승: 준결승에 통과한 12명의 선수들은 총 6번에 다이빙을 하며 이중 1등부터 3등에게 각각 금메달, 은메달, 동메달을 수여한다.

6번의 다이빙을 할 때 선수들은 앞으로 뛰기, 뒤로 서서 앞으로 뛰기, 뒤로 뛰기, 앞으로 서서 뒤로 뛰기, 비틀기 중 1가지를 시도해야한다. 각각의 선수들은 도움닫기, 안정성, 뛰어오르는 높이, 공간자세, 입수자세, 각도 등을 토대로 평가받는다. 7명의 심판들이 점수를 부여하며, 심판들은 0.5점 간격으로 0점부터 10점까지 점수를 부여한다. 최고점수 2개와 최하점수 2개를 제외하며 나머지 3개점수를 합한 값과 기술의 난도를 곱하여 점수를 부여한다. 6번의 다이빙 점수 결과를 합산하여 최종 점수를 부여한다

## 경기일정
경기 시간은 일본 표준시 (UTC+9) 기준이다.
| 날짜                  | 시간  | 종목                      |
| --------------------- | ----- | ------------------------- |
| 2020년 8월 2일 월요일 | 15:00 | 남자 3m 스프링보드 예선   |
| 2020년 8월 3일 화요일 | 10:00 | 남자 3m 스프링보드 준결선 |
| 2020년 8월 3일 화요일 | 15:00 | 남자 3m 스프링보드 결선   |

## 예선
2019년 세계 수영 선수권 대회 다이빙 종목에서 12위권에 든 선수, 5개 대륙별 선수권대회 우승자, 2020년 FINA 다이빙 월드컵에서 18위권에 든 선수에게 출전권이 부여되며, 선수가 중복되어 남는 자리가 있다면 다이빙 월드컵 최종순위를 갱신하여 채워질 때까지 출전권을 배분한다. 선수들은 2020년 기준 14살 이상이여야 참가가 가능하다.

## 결과
| 순위 | 선수                | 국가                 | 예선   | 예선 | 준결승    | 준결승    | 결승      | 결승      | 결승      | 결승      | 결승      | 결승      | 결승      |
| 순위 | 선수                | 국가                 | 포인트 | 순위 | 포인트    | 순위      | 1차시기   | 2차시기   | 3차시기   | 4차시기   | 5차시기   | 6차시기   | 포인트    |
| ---- | ------------------- | -------------------- | ------ | ---- | --------- | --------- | --------- | --------- | --------- | --------- | --------- | --------- | --------- |
| 1    | 셰시이              | 중화인민공화국       | 520.90 | 2    | 543.45    | 1         | 91.80     | 89.10     | 86.40     | 94.50     | 94.35     | 102.60    | 558.75    |
| 2    | 왕쭝위안            | 중화인민공화국       | 531.30 | 1    | 540.50    | 2         | 86.70     | 84.00     | 85.80     | 84.00     | 91.80     | 102.60    | 534.90    |
| 3    | 잭 로어             | 영국                 | 445.05 | 6    | 514.75    | 3         | 85.00     | 85.75     | 81.60     | 81.00     | 96.90     | 87.75     | 518.00    |
| 4    | 우하람              | 대한민국             | 452.45 | 5    | 403.15    | 12        | 76.50     | 81.60     | 91.20     | 82.25     | 68.40     | 81.90     | 481.85    |
| 5    | 뎨브기니 쿠즈네초프 | 러시아 올림픽 위원회 | 444.75 | 7    | 453.85    | 5         | 74.80     | 78.20     | 76.05     | 43.20     | 92.75     | 96.90     | 461.90    |
| 6    | 로멜 파체코         | 멕시코               | 479.25 | 3    | 437.65    | 6         | 83.30     | 63.00     | 73.10     | 79.20     | 33.25     | 96.90     | 428.75    |
| 7    | 마틴 볼프람         | 독일                 | 444.50 | 8    | 423.00    | 9         | 61.50     | 77.00     | 78.75     | 69.70     | 68.40     | 71.40     | 426.75    |
| 8    | 안톤 다운-젠킨스    | 뉴질랜드             | 394.45 | 16   | 424.20    | 8         | 67.50     | 67.50     | 70.50     | 74.40     | 66.00     | 69.70     | 415.60    |
| 9    | 제임스 헬시         | 영국                 | 458.40 | 4    | 454.85    | 4         | 58.50     | 71.40     | 73.50     | 57.75     | 85.50     | 64.35     | 411.00    |
| 10   | 앤드루 카포비안코   | 미국                 | 385.50 | 17   | 419.60    | 10        | 76.50     | 84.00     | 42.00     | 48.60     | 76.50     | 74.10     | 401.70    |
| 11   | 모하브 이샤크       | 이집트               | 422.75 | 12   | 408.85    | 11        | 72.00     | 39.10     | 76.50     | 69.30     | 50.75     | 85.50     | 393.15    |
| 12   | 데라우치 겐         | 일본                 | 430.20 | 10   | 424.50    | 7         | 67.50     | 63.00     | 29.70     | 69.00     | 56.10     | 74.40     | 359.70    |
| 13   | 조나탄 루발카바     | 도미니카 공화국      | 383.05 | 18   | 398.65    | 13        | 진출 실패 | 진출 실패 | 진출 실패 | 진출 실패 | 진출 실패 | 진출 실패 | 진출 실패 |
| 14   | 오스마르 올베라     | 멕시코               | 442.45 | 9    | 384.80    | 14        | 진출 실패 | 진출 실패 | 진출 실패 | 진출 실패 | 진출 실패 | 진출 실패 | 진출 실패 |
| 15   | 요나 나이트-위즈덤  | 자메이카             | 411.65 | 13   | 362.95    | 15        | 진출 실패 | 진출 실패 | 진출 실패 | 진출 실패 | 진출 실패 | 진출 실패 | 진출 실패 |
| 16   | 알렉시 장다르       | 프랑스               | 423.60 | 11   | 357.85    | 16        | 진출 실패 | 진출 실패 | 진출 실패 | 진출 실패 | 진출 실패 | 진출 실패 | 진출 실패 |
| 17   | 다니엘 레스트레포   | 콜롬비아             | 411.50 | 14   | 329.30    | 17        | 진출 실패 | 진출 실패 | 진출 실패 | 진출 실패 | 진출 실패 | 진출 실패 | 진출 실패 |
| 18   | 세바스티안 모랄레스 | 콜롬비아             | 400.85 | 15   | 324.95    | 18        | 진출 실패 | 진출 실패 | 진출 실패 | 진출 실패 | 진출 실패 | 진출 실패 | 진출 실패 |
| 19   | 니콜라스 가르시아   | 스페인               | 382.60 | 19   | 진출 실패 | 진출 실패 | 진출 실패 | 진출 실패 | 진출 실패 | 진출 실패 | 진출 실패 | 진출 실패 | 진출 실패 |
| 20   | 로렌초 마르살리아   | 이탈리아             | 369.60 | 20   | 진출 실패 | 진출 실패 | 진출 실패 | 진출 실패 | 진출 실패 | 진출 실패 | 진출 실패 | 진출 실패 | 진출 실패 |
| 21   | 파트리크 하우스딩   | 독일                 | 364.05 | 21   | 진출 실패 | 진출 실패 | 진출 실패 | 진출 실패 | 진출 실패 | 진출 실패 | 진출 실패 | 진출 실패 | 진출 실패 |
| 22   | 올레크 콜로디       | 우크라이나           | 351.25 | 22   | 진출 실패 | 진출 실패 | 진출 실패 | 진출 실패 | 진출 실패 | 진출 실패 | 진출 실패 | 진출 실패 | 진출 실패 |
| 23   | 타일러 다운스       | 미국                 | 348.70 | 23   | 진출 실패 | 진출 실패 | 진출 실패 | 진출 실패 | 진출 실패 | 진출 실패 | 진출 실패 | 진출 실패 | 진출 실패 |
| 24   | 니키타 슐라이커     | 러시아 올림픽 위원회 | 339.70 | 24   | 진출 실패 | 진출 실패 | 진출 실패 | 진출 실패 | 진출 실패 | 진출 실패 | 진출 실패 | 진출 실패 | 진출 실패 |
| 25   | 올리버 딩글리       | 아일랜드             | 335.00 | 25   | 진출 실패 | 진출 실패 | 진출 실패 | 진출 실패 | 진출 실패 | 진출 실패 | 진출 실패 | 진출 실패 | 진출 실패 |
| 26   | 알베르토 아르발로   | 스페인               | 322.85 | 26   | 진출 실패 | 진출 실패 | 진출 실패 | 진출 실패 | 진출 실패 | 진출 실패 | 진출 실패 | 진출 실패 | 진출 실패 |
| 27   | 리시친              | 오스트레일리아       | 320.35 | 27   | 진출 실패 | 진출 실패 | 진출 실패 | 진출 실패 | 진출 실패 | 진출 실패 | 진출 실패 | 진출 실패 | 진출 실패 |
| 28   | 김영남              | 대한민국             | 286.80 | 28   | 진출 실패 | 진출 실패 | 진출 실패 | 진출 실패 | 진출 실패 | 진출 실패 | 진출 실패 | 진출 실패 | 진출 실패 |
| 29   | 세드릭 포바나       | 캐나다               | 225.35 | 29   | 진출 실패 | 진출 실패 | 진출 실패 | 진출 실패 | 진출 실패 | 진출 실패 | 진출 실패 | 진출 실패 | 진출 실패 |

## 메달리스트
| 종목               | 금                      | 은                        | 동             |
| ------------------ | ----------------------- | ------------------------- | -------------- |
| 남자 3m 스프링보드 | 셰시이 · 중화인민공화국 | 왕쭝위안 · 중화인민공화국 | 잭 로어 · 영국 |